# Brigadas Rojas
Las Brigadas Rojas (en italiano Brigate Rosse) fue una organización terrorista de extrema izquierda italiana, fundada en 1970. Partiendo de una formación teórica marxista-leninista, esta organización tenía como objetivo atraer a una parte del proletariado hacia sus posturas insurreccionales frente a las políticas reformistas del PCI. Uno de sus objetivos fundacionales era retirar a Italia del Tratado del Atlántico Norte (OTAN). Su símbolo es una estrella asimétrica de cinco puntas.
El temor a un golpe de Estado de la derecha en Italia, como la dictadura de los coroneles en Grecia y la dictadura militar de Augusto Pinochet en Chile, en un país todavía marcado por su reciente fascismo pasado, explica en parte que el terrorismo de extrema izquierda se haya desarrollado en Italia más que en cualquier otro país de Europa. "Crecí con la idea de que estaban planeando un golpe de estado, como en Grecia o Chile. Y que nos habrían matado. De hecho, ya habían empezado", explica Sergio Segio, una de las figuras de los Años de Plomo. De hecho, entre 1969 y 1975, los atentados y la violencia política fueron atribuidos principalmente a los grupos de derecha (95% de 1969 a 1973, 85% en 1974 y 78% en 1975).
La formación de las Brigadas Rojas tuvo lugar en el contexto de las luchas sociales de finales de la década de 1960. Las huelgas obreras sacudieron las fábricas (Pirelli y Siemens en particular), lo que llevó a una parte del movimiento obrero a adoptar la "propaganda armada" como método de lucha. Las primeras acciones -destrucción de los vehículos de los capataces o secuestro de los directivos- reflejaron la composición social de los grupos armados. Entre las 1.337 personas condenadas por pertenecer a las Brigadas Rojas, el 70% eran obreros, trabajadores de servicios o estudiantes.

## El nacimiento de la Brigadas Rojas

### Antecedentes
Los últimos años de la década de los 60 marcan la frontera donde termina en Italia el periodo del llamado "milagro económico" y el bienestar social (cada vez más contestado por la siguiente generación) y comienzan la inestabilidad y las revueltas, tanto en el mundo laboral como en el universitario. A imagen del Mayo francés y las protestas contra la guerra de Vietnam en Berkeley y siguiendo los ejemplos de Rudi Dutschke y Daniel Cohn-Bendit, los jóvenes universitarios italianos acogen los nuevos conceptos del marxismo atípico que condena a los EE. UU., pero que a la vez se distancia de la URSS y de sus partidos comunistas de la Europa Occidental. En Italia, especialmente el Partido Comunista Italiano (PCI) es considerado por las nuevas generaciones de izquierda como un partido que ha traicionado el espíritu partisano y había entrado a colaborar directamente con los enemigos de los trabajadores.
Anteriormente a la Brigadas Rojas, otros grupos habían comenzado diversos proyectos de lucha armada, como el Gruppo Cavallero (Piero Cavallero, Sante Notarnicola, Adriano Rovoletto, Danilo Crepaldi), que actuó entre 1963 y 1967, en una especie de guerra al estado de signo más bien anarquista, o el Gruppo 22 de octubre (Rinaldo Fioroni, Silvio Malagoli, Augusto Viel, Giuseppe Battaglia) seguidores en Génova de las tesis de Carlos Marighella y su Pequeño Manual del Guerrillero Urbano.
La historia de las BR comienza con algunos estudiantes de la Universidad de Trento, que durante las revueltas estudiantiles de 1968 forman parte de los CUB (Comités Unitarios de Base), grupos mixtos de estudiantes y trabajadores que organizan las revueltas, huelgas y mítines de aquel año. En estos grupos sobresalen las personalidades de Marco Boato, Mauro Rostagno y sobre todo de Renato Curcio y su futura esposa Margherita "Mara" Cagol. Curcio es redactor de la revista "Lavoro Político" de inspiración marxista-leninista, en su inicio crítica con la lucha armada, pero que va cambiando de postura influido por la represión de la policía en la manifestación de Avola (Siracusa), donde mueren 2 braceros y hay 50 heridos, así como por el aumento de la violencia neofascista de grupos como Ordine Nuovo. Curcio y Cagol se casan en agosto de 1969 y se trasladan a Milán junto a Giorgio Semeria y Paola Besuschio, futuros miembros fundadores de las BR.

### El Colectivo Político Metropolitano
En Milán, las revueltas estudiantiles de 1968 dan paso en 1969 al llamado "otoño caliente" de lucha obrera y sindical, en el que los estudiantes se unen a los trabajadores en un movimiento revolucionario que la izquierda histórica es incapaz de controlar y gestionar. El matrimonio Curcio-Cagol establecerán diversos contactos con operarios y técnicos en los CUB de las fábricas lombardas, militantes como Mario Moretti, Pierluigi Zuffada, Giuliano Isa, Corrado Alunni, Umberto Forioli o Corrado Simoni, que formarán en septiembre de 1969 el CPM (Colectivo Político Metropolitano), núcleo fundamental de las BR. Formado en principio como un laboratorio de análisis político donde se unían manifestaciones teatrales, cursos de arte o música para trabajadores, tras el atentado de Piazza Fontana (nunca aclarado pero atribuido a neofascistas al servicio de los servicios secretos), cambia su dirección para convertirse en un instrumento que debe predisponer a la estructura laboral para la organización revolucionaria y desarrollar una ofensiva generalizada contra el sistema.
A finales de 1969 el CPM organiza un congreso en el hotel Stella Maris de Chiavari. Participan alrededor de 60 delegados y la hipótesis de pasar a la lucha armada se concreta en el llamado Libretto Giallo, un documento de 28 páginas titulado Lucha social y organización en la metrópoli. El congreso de Chiavari señala también la necesidad de transformar el CPM en una organización que recoja a militantes de distintos colectivos. El más importante es el llamado "Gruppo dell'appartamento" de Reggio Emilia, formado por otros históricos de las BR, Alberto Franceschini, Tonino Paroli, Lauro Azzolini, Fabrizio Pelli, Franco Bonisoli, Prospero Gallinari, Roberto Ognibene., exmiembros del FGCI (juventudes comunistas), desencantados con el inmovilismo del PCI, que incluso les impidió manifestarse contra la base de la OTAN en Rímini.

### Izquierda Proletaria y lucha armada
La fusión de estos grupos y de otros menores dio lugar al partido extraparlamentario Izquierda Proletaria (SP), con su propia publicación de igual nombre en la que aparecerán, como símbolos, la hoz y el martillo cruzados con un fusil. Izquierda Proletaria participará junto a otros grupos como Lotta Continua o Avanguardia Operaria en la lucha social por la vivienda o el transporte, pero tras el congreso de Pecorile (Reggio Emilia) dará un primer salto hacia la clandestinidad, y al nacimiento de las BR. Renato Curcio, Mara Cagol y Alberto Franceschini hablaban de lucha armada basada en gestos propagandísticos, incendios, secuestros publicitarios (relámpago), proclamas y reivindicaciones, para despertar la conciencia revolucionaria de los trabajadores. Sin embargo Corrado Simioni estaba favor de una lucha armada más sanguinaria, con propuestas que para algunos eran demasiado aventureras, en las que se incluía el asesinato político o la utilización de bombas. Vencen las tesis de Curcio, por lo que Simioni abandona el partido, fundando el Superclan (en el sentido de superclandestino) con otros militantes, como Duccio Berio y Vanni Mulinaris.
La experiencia de Izquierda Proletaria continúa paralelamente a las primeras acciones brigadistas, anunciando el 20 de septiembre de 1970 con un boletín titulado L'autunno rosso è già cominciato (El otoño rojo ha comenzado), el final de la SP y el nacimiento de la revista "Nuova Resistenzia" portavoz del neonato grupo Brigadas Rojas.
El nombre fue elegido tras largas discusiones entre Curcio, Cagol y Franceschini en referencia a la Brigada Garibaldi y el Ejército Rojo. La estrella de cinco puntas se relacionaba con la bandera del Vietcong y al grupo guerrillero Tupamaros de Uruguay, la verdadera referencia de la banda armada.
La primera acción de las BR fue el incendio del coche de Giuseppe Leoni, dirigente de la empresa Sit-Siemens en Milán el 17 de septiembre de 1970 dentro de las luchas obreras de la fábrica. Esa misma tarde aparece en la ventanilla del Ferrari de otro jefe de la empresa, el ingeniero Giorgio Villa, un pasquín con el mensaje: ¿Hasta cuándo durará tu Ferrari? Hasta que nosotros decidamos que es hora de acabar con ella y con los esquiroles. BRIGADAS ROJAS. El 20 de octubre en el boletín de Sinistra Proletaria saludan el nacimiento de las BR:
Las apariciones de organizaciones obreras autónomas (Brigadas Rojas) indican los primeros momentos de autoorganización proletaria para combatir a los patrones y a sus siervos en su mismo terreno y con los mismos medios que ellos utilizan contra la clase obrera.

## La Propaganda Armada (1970-1974)
Acciones de las Brigadas Rojas (1970-1974)

### Primeras acciones
El primer periodo de actividad de las BR es fiel al concepto de Renato Curcio sobre la lucha armada, que debería utilizarse como aglutinante de la lucha obrera en las fábricas y en las grandes empresas. En este sentido, las acciones deberían tener un marcado objetivo propagandístico para ganarse el consenso de la clase proletaria. Por otro lado, las acciones  también deberían tener como objetivos los enemigos políticos del movimiento obrero, que estaban instaurando en Italia un estado policial anti-proletario a través de la llamada estrategia de la tensión, ideada desde las mismas fuerzas del Estado y puesta en marcha por los grupos terroristas neofascistas. El Atentado de piazza Fontana por parte de estos grupos contra la Banca Nazionale dell'Agricoltura señala para muchos el comienzo de los "años de plomo", con continuos atentados y enfrentamientos entre las fuerzas del estado, grupos de extrema derecha y grupos de extrema izquierda.
Las primeras acciones brigadistas se limitaban a incendiar los automóviles de diversos jefes de las grandes compañías milanesas, así como a miembros del Movimiento Social Italiano (MSI). Su primer éxito mediático fue el atentado de Lainate (Milán), donde colocaron 8 bombas incendiarias en las instalaciones de la Pirelli. Aunque solo explotaron tres, levantaron suficiente revuelo como para que la prensa empezara a hablar del nuevo grupo armado. A pesar de que el Corriere della Sera calificara a las BR de "fantasmagórica organización extraparlamentaria" y el diario del propio PCI, l'Unità, lo tildara de "provocación de estilo fascista", las BR habían conseguido su objetivo de darse a conocer entre los colectivos reivindicativos obreros. Al mismo tiempo, se producen varias acciones en Roma reivindicadas por las BR-Roma, grupo autónomo y espontáneo no ligado a las originales BR, que desmienten su relación y desdeñan las acciones en las que estén involucrados artefactos explosivos y amenazas de muerte.
Su armamento procedía principalmente de las existencias de la partisanos de la Segunda Guerra Mundial.

### Secuestros relámpago
Renato Curcio entiende que no podían continuar quemando viejos coches y por esta razón se pensó en realizar gestos al estilo Tupamaro, los secuestros relámpago: breves retenciones demostrativo-punitivas de algún personaje símbolo particularmente odiado, inmortalizado a través de fotografías que se difundirían en prensa y boletines de propaganda donde se reproducirían los mensajes brigadistas así como el juicio del secuestrado, a partir de su liberación en estado de "libertad provisional". El primer elegido es Idalgo Macchiarini, uno de los directivos más duros de la Siemens. Tras una hora de retención, es liberado con un cartel al cuello: BRIGADAS ROJAS. MUERDEN Y HUYEN. NADA QUEDARÁ IMPUNE. GOLPEAR A UNO PARA EDUCAR A CIEN. TODO EL PODER PARA EL PUEBLO ARMADO.
Los enfrentamientos se recrudecen el 11 de marzo de 1972 por la acusación contra Pietro Valpreda (militante anarquista) de ser el autor del atentado de la piazza Fontana. Al grito de "¡Valpreda libre!, ¡el terrorista es el Estado!", se desencadena en Milán la revuelta urbana en la que se lanzan cocteles molotov contra la sede del Corriere della Sera. Cuatro días después muere Giangiacomo Feltrinelli, dueño de la editorial Feltrinelli y fundador de los Grupos de Acción Partisana (GAP), mientras preparaba el sabotaje de una línea de alta tensión en Segrate Milán. Las BR secuestran al secretario de la sección local del MSI, Bartolomeo Di Mino, comenzando sus golpes contra la extrema derecha, encarnadas en el Movimiento Social Italiano, el sindicato fascista CISNAL, y el grupo paramilitar Avanguardia Nazionale.
El 2 de mayo de 1972, la policía italiana da su primer golpe contra las BR: se descubre la base brigadista de Via Boiardo, donde es detenido Marco Pisetta, en realidad un infiltrado de los carabineros en la organización. Los documentos requisados en la sede permiten lanzar a la judicatura un mandato de busca y captura contra Mario Moretti, acusado de pertenencia a banda armada, y otros brigadistas. Las BR se van especializando en el secuestro relámpago, en el que los brigadistas hacen una especie de juicios a los retenidos y después los liberan con proclamas, como al ingeniero de la Alfa-Romeo, Michele Mincuzzi: BRIGADAS ROJAS-MINCUZZI MICHELE DIRIGENTE FASCISTA DE LA ALFA ROMEO-PROCESADO POR LAS BR. NADA QUEDARÁ IMPUNE-GOLPEAR A UNO PARA EDUCAR A CIEN-TODO EL PODER PARA EL PUEBLO ARMADO-POR EL COMUNISMO
El secuestro de Ettore Armerio, de la FIAT, es un nuevo paso adelante en la escalada propagandística de las BR. Durante su retención se hacen públicos tres comunicados: "¡Ningún compromiso con el fascismo FIAT!", "¡Los despidos no quedarán impunes!" y "No somos nosotros quienes deben tener miedo". Los comunicados se reparten en las principales factorías italianas: Ansaldo (Sampiderena Génova), SIT-Siemens (Milán), Breda (Porto Marghera y Sesto San Giovanni), Alfa-Romeo (Arese) y en la misma FIAT. También en Módena, Piacenza, Varese y otros muchos lugares, lo que demostraba la peligrosa extensión del fenómeno brigadista. El secretario del Ministerio del Interior, Ernesto Pucci, observa que: "el episodio representa una manifestación de la expansión de un cierto tipo de criminalidad, que impone la movilización de toda la energía del estado".

### La Campaña Sossi
Pero fue el secuestro de Juez instructor Mario Sossi cuando las BR alcanzan su cenit. Cuenta Mario Moretti: Es la primera gran acción armada contra el estado y tuvo un grandísimo efecto. Es un enfrentamiento real, vivido y visible, pequeño pero emblemático, contra el verdadero estado, contra la magistratura, contra la policía y contra los carabineros. Fascinó a muchos, y tuvo un eco extraordinario en la prensa. Fue con Sossi con el que conquistamos el terreno de los medios. Efectivamente la "campaña Sossi" fue muy productiva para las BR. Se emitieron hasta 8 comunicados, en los que se sacaron a la luz las relaciones entre diversos estamentos del estado, grupos de delincuentes comunes y grupos de terrorismo negro. La torpeza con la el magistrado de Génova Francesco Coco trató el secuestro, dio alas a los brigadistas que piden la liberación de 8 miembros del grupo 22 de octubre. Durante 35 días, hay un continuo cruce de comunicados y acusaciones, incluidos los del propio Sossi que pide a Coco y al ministro Paolo Emilio Taviani que ocupen su lugar y le hagan compañía en la "cárcel del pueblo". Terminan el 20 de mayo, con la decisión de la corte de apelación de Génova de dar de oficio la libertad provisional a los 8 del 22 de octubre. Por su parte, las BR liberan a Sossi el 23 de mayo en Milán, con un billete de tren para Génova en el bolsillo. Tras el secuestro, Sossi hace algunas declaraciones en contra de la magistratura ...la independencia de la Magistratura es una utopía, esto ya lo sabían las BR, yo lo he entendido en estos 35 días. Francesco Coco, que había asegurado públicamente la excarcelación de los 8 del 22 de octubre, da marcha atrás aduciendo que El acuerdo no ha sido respetado: Sossi es libre físicamente pero no espiritualmente. Se produce una honda polémica en la sociedad italiana. Hasta Giuseppe Branca (expresidente de la Corte Constitucional) se pregunta: ¿Quién garantiza que un estado incapaz de mantener hoy la palabra dada a los delincuentes sabrá mantenerla mañana a los ciudadanos honestos?. De todo ello, las BR obtienen el resultado de prolongar el efecto de su acción en periódicos, radio y televisión, en los que se habla de la honestidad de las BR y la deshonestidad del propio Estado. La estrella de cinco puntas brillaba como nunca más lo haría.

### Los primeros reveses
Tras la "campaña Sossi" las BR habían salido con la imagen de bandidos capaces de meter en apuros a todo el aparato de Estado sin derramar sangre. Sin embargo, el 17 de junio de 1974 en Padua una noticia empieza a contradecir esta fama. En un ataque a la sede del MSI, Giuseppe Mazzola y Graziano Giralucci se enfrentan a los brigadistas y ambos mueren en la acción. Para las BR es un "incidente de trabajo", que incluso, dice Curcio, tuvieron la tentación de no reivindicar: eran muertes imprevistas, inesperadas y sobre todo muy embarazosas, que no deberían modificar la línea estratégica de la organización. Al final reivindican la acción con un lacónico comunicado: Un núcleo armado de las BR ha ocupado la sede del MSI en Padua. Los dos fascistas presentes, habiendo reaccionado violentamente, han sido ajusticiados.
Más grave fueron, sin embargo, los sucesos del otoño de 1974. La SID había conseguido introducir en la organización a un infiltrado, Silvano Girotto, "Hermano metralleta", un supuesto rebelde de la guerrilla de América Latina. Tras varios contactos, Girotto consiguió fotografiarse el 31 de agosto con Renato Curcio y Mario Moretti, concertando una cita para el 8 de septiembre. Ese día los carabineros les estaban esperando y en Pinerolo (Turín) detuvieron a  Renato Curcio y Alberto Franceschini, dos de los miembros más importantes de la cúpula de las BR. Moretti logra eludir la captura. Por las declaraciones de Girotto se arresta el 9 de octubre en Como al ex-partisano Giambattista Lazagna, supuesto jefe de las BR (aunque no militaba en la organización). También cae el día 10 la sede de Via Amendola en Robbiano di Mediglia (Milán), y se arresta a Fausto Tommei y Aldo Bonomi. El día 13 en Robbiano cae Pietro Bertolazzi, el 14, Pietro Bassi y al día siguiente Roberto Ognibene es herido gravemente por los carabineros en un tiroteo durante su detención, en la que muere el teniente carabinero Felice Maritano.
El secuestro de Sossi, la caída de Curcio y el aumento de la espiral de violencia (además de la BR por otros grupos armados) van a marcar un importante cambio estratégico en la lucha armada de las BR, que ya se venía gestando desde hacía tiempo en el seno de la organización.

## El ataque al corazón del Estado (1975-1978)
Acciones de las Brigadas Rojas (1975-1978)

### La Resolución Estratégica
A lo largo de 1974 se discutía dentro de las BR la necesidad de abrir un nueve frente de acción revolucionaria. Junto al "Frente de las Grandes Fábricas", donde se trataba de crear un ambiente revolucionario y para el cual se había creado los NORA (Núcleos Obreros de Resistencia Armada), se abría el "Frente de la Lucha a la Contrarrevolución" que proyectaba un ataque contra las instituciones políticas y contra el mismo Estado. La fase de la "propaganda armada" ha terminado y comienza el "ataque al corazón del Estado". El secuestro del juez Sossi puede enmarcarse dentro de esta nueva línea, aún no definida, pero que en su primer comunicado ya hablan de : contra el neo-gaullismo llevar el ataque al corazón de estado. Transformar la crisis del régimen en lucha armada por el comunismo. Desde la cárcel, Renato Curcio habla de una "guerra de clases", no solo italiana sino de ámbito europeo, por lo que recuerda la muerte en la cárcel de Holger Meins miembro de la Fracción del Ejército Rojo (RAF).
Sin embargo, las BR atraviesan su primera crisis. Las fuerzas del estado han reducido sus miembros activos a una docena de efectivos. La dirección estratégica había sustituido a Curcio y Franceschini en el ejecutivo por Giorgio Semeria y Mara Cagol, que deciden dar un golpe impactante, la liberación del penal de Casale Monferrato de Renato. La operación fue escrupulosamente preparada y su acción fue en cierto modo sorprendentemente fácil, lo que lleva a pensar a ciertos sectores de la izquierda, como Vanguardia Obrera o la diario l'Unità, que las BR tienen relación con los servicios secretos. En un nuevo documento, las BR subrayan que la acción de liberación de los presos se enmarca en el contexto de la "propaganda armada", en el sentido que ha producido una desarticulación profunda en el estado y ha creado las premisas para organizar la vanguardia revolucionaria, la cual debe enfrentarse ahora de lleno contra el estado que representa al fascismo de camisa blanca.
En abril de 1975 se emite la Resolución de la dirección estratégica, en la cual se hace referencia por primera vez al acrónimo SIM (Estado Imperialista de la Multinacionales) el verdadero causante de la violencia antiproletaria y contrarrevolucionaria. La lucha necesita por tanto una intensificación del ataque al "corazón de Estado", el aumento de la guerrilla urbana y la expansión de la asambleas obreras autónomas. El objetivo ya no son los grupos fascistas, en los cual las BR no ven un peligro real, sino que sus objetivos apuntan directamente a la Democracia Cristiana, los verdaderos sostenedores del estado, a los sindicatos amarillos que hacen el juego al SIM y a sus órganos de represión. 
La relación con otros grupos armados aumenta, en Nápoles, con los Núcleos Armados Proletarios (NAP) (escisión de Lotta Continua), fermento de la nueva columna napolitana, con los que colaboran en el secuestro en Roma del juez Giuseppe De Gennaro, o en la misma Roma con los escindidos de Poder Obrero (POTOP), que formarán la columna romana, uniéndose a las ya existentes en Milán, Turín y el Véneto.

### La muerte de Mara y el 2.º arresto de Curcio
La organización necesita medios para continuar su actividad. Por ello, se planean acciones para obtener dinero. La primera es el secuestro del industrial viticultor Vallarino Gancia. Los brigadistas le sorprenden a la salida de su finca y lo introducen en un furgón. Contemporáneamente, en un lugar cercano un automóvil tiene un accidente y los carabineros reconocen al conductor Massimo Maraschi, miembro de las BR, que es detenido. Los agentes relacionan los dos asuntos, el secuestro y el brigadista detenido: en la zona debía haber una base del grupo, como así era. Se hacen continuos controles en las haciendas y caseríos. En uno de ellos, Spiotta d'Arzelio, ven dos autos sospechosos. Al acercarse para inspeccionarlos se desata un tiroteo. Caen heridos dos carabineros: Giovanni D'Afonso, que morirá algunos días después, y Umberto Rocca, que perderá un ojo y un brazo. Mara Cagol se encuentra sentada herida con dos disparos y un policía la dispara en el tórax, acabando con su vida. La noticia corre deprisa. Curcio se entera en Milán, donde estaba refugiado y emite un solo comunicado: Hoy ha caído combatiendo Margherita Cagol, Mara, dirigente comunista y miembro de Comité Ejecutivo de las Brigadas Rojas. Su vida y su muerte son un ejemplo que ningún combatiente por la libertad podrá olvidar. Que miles de brazos se levanten para recoger su fusil. Nosotros, como último saludo, le decimos: Mara una flor se ha abierto y esta flor de libertad las Brigadas Rojas continuarán cultivando hasta la victoria
En la dirección de la BR, Renato Curcio se ve poco a poco aislado debido al cerco que mantiene la policía en torno a él, y su distanciamiento ideológico con Mario Moretti. Las acciones de las BR van a evolucionar hacia formas más cercanas al terrorismo. La necesidad de dinero hace que se cree un "Frente logístico", encargado de asaltar entidades financieras (expropiaciones revolucionarias) y también encargado de obtener armas y municiones. Se da un salto en los secuestros, que pasan a ser acciones punitivas por medio de la gambizzazione, es decir, se hiere en la pierna al secuestrado como método de castigo (utilizado con anterioridad por el IRA), y de hecho se comienza a plantear por primera vez los asesinatos políticos como forma de lucha armada. Esta nueva forma de lucha no es bien recibida por algunos miembros, sobre todo del "Frente de la Grandes Fábricas". De esta forma, se produce la primera escisión de la Brigadas. Corrado Alunni, Fabrizio Pelli y Susanna Ronconi lideran la Formación Comunista Combatiente (FCC), un nuevo grupo más ligado a la lucha dentro de la fábrica. 
En otoño de 1975, la policía y los carabineros comienzan una ofensiva contra las BR. El 4 de septiembre se produce en Ponte del Brenta un tiroteo, en el que muere el policía Antonio Niedda y son detenidos los brigadistas Carlo Picchiura y Luigi Despali. El 30 del mismo mes es herida y capturada en Altopascio (Lucca) Paola Besuschio, una histórica del grupo. El 24 de diciembre los carabineros arrestan en Pavía a Fabrizio Pelli y por fin en enero de 1976 consiguen cerrar el cerco sobre Curcio. La policía controlaba un piso en Milán en el que vivía Nadia Mantovani a la que se había visto con Renato algunos meses antes. Cuando intentaban acceder a la casa fueron detenidos los brigadistas Vicenzo Guagliardo, Silvia Rossi y Angela Basone. La policía intenta el asalto y en el tiroteo son heridos el brigadier Lucio Prati y el propio Renato Curcio, que es detenido junto con Nadia Mantovani. Posteriormente son arrestados Giuliano Isa, Adriano Colombo y Antonio Morlacchi y cuatro días después es detenido y herido gravemente otro histórico, Giorgio Semeria. Es el primer gran éxito de la policía en contra de las BR. Ese mismo año, el 17 de mayo se inicia en Turín un proceso contra veintitrés brigadistas, entre los cuales están algunos de los dirigentes: Curcio, Franceschini, Gallinari, Ognibene, Bassi, Bertolazzi, Levati, e incluso contra alguno que nunca fue de las BR, como Giovanbattista Lazagna.

### El asesinato de Coco. La era Moretti
Casi todos los fundadores de las BR estaban a principios de 1976 en la cárcel. Solo quedaba en libertad Mario Moretti. Con él, muchos brigadistas de nuevo cuño, bastante más violentos que su antecesores. El proceso contra las BR sirve de motivo para dar el salto al asesinato planeado. Lógicamente, se elige un juez y, entre ellos, el más odiado, Francesco Coco, que no cumplió su compromiso tras el secuestro de Sossi. El 8 de junio de 1976, de regreso a su casa en Génova, y cuando sale de su coche es tiroteado con pistolas con silenciador. En la acción son asesinados también dos agentes de su escolta, Giovanni Saponara y Antonio Decana. Para muchos, el asesinato de Coco era la crónica de una muerte anunciada. Días antes habían aparecido pintadas amenazantes en las paredes del Palacio de Justicia de Génova. La firma de la orden de nueva detención de los miembros del 22 de octubre, fue también la de su sentencia de muerte.
En el juicio de Turín contra los brigadistas, el acusado Propero Gallinari intentó leer un comunicado Ayer los núcleos armados de la Brigadas Rojas han asesinado al esbirro del estado Francesco Coco y dos mercenarios que debían protegerlo... El juez lo interrumpió y los carabineros le retiraron el escrito, Gallinari continuó: Ajusticiar a Coco no es una represalia ejemplar, con esta acción se abre una nueva fase de la guerra de clases, hoy junto a Coco ha sido juzgado también usted, Señoría. Indicaba el claro cambio de actitud de los brigadista en su nuevo paso hacía el terrorismo político. En el proceso, los acusados rechazaron la "justicia burguesa" y recusaron a los abogados de oficio, declarándose prisioneros políticos. Las BR amenazaron de muerte a cualquier abogado o magistrado que actuara como defensor. La amenaza no fue en vano: el abogado Fulvio Croce, presidente de consejo del Orden de Turín y encargado de designar a los abogados. El 28 de abril de 1978 poco antes de iniciarse el juicio (3 de mayo) es asesinado en la entrada de su casa.
Para muchos autores, con el asesinato de Coco comienza el periodo más duro de los "años de plomo", que tendría su cenit en el secuestro de Aldo Moro. Tras las elecciones políticas de 1976 y por primera vez desde 1947, en el nuevo parlamento el PCI no vota en contra del gobierno de la Democracia Cristiana. Este hecho y la derrota de la izquierda radical (Lotta Continua, Vanguardia Obrera) en las elecciones producen una radicalización, con la aparición de múltiples grupos armados de izquierda revolucionaria: en septiembre se constituye Primera Línea (PL), en octubre aparecen en Turín la Escuadras Proletaria Armadas (SPA), el mismo mes nacen los Comités Comunistas Revolucionarios (CoCoRi), en noviembre aparecen la siglas de Sin Tregua (ST) y Lucha Armada por el Comunismo (LAC) que convergerán en la llamadas Brigadas Comunistas Combatientes (BCC) y en enero del 77 reivindican su primera acción los Comités Comunistas por el Poder Obrero (CCPO).

### Reorganización
Mientras tanto, las BR se reorganizan rápidamente con nuevas incorporaciones, a la vez que la policía lanza una nueva campaña de detenciones. A lo largo de julio de 1976 se realizan diversas operaciones en los ambientes de izquierda en los que son arrestados varios brigadistas. En Milán es detenido Franco Brunelli, en Verona caen Marco Fasoli, Michele Galati y Luigi Pedilarco, y en Turín Adriana Garizio. El 15 de diciembre se produce un tiroteo en Sesto San Giovanni (localidad conocida como la Stalingrado de Italia), en el que mueren los policías Vittorio Padovani y Sergio Bazzega, así como el joven Walter Alassia, militante del Comité Comunista Revolucionario y de Lotta Continua. Alassia era un militante de base de la BR, pero a partir de su muerte se convertiría en un símbolo de la columna milanesa, que tomaría su nombre, como ya lo hiciera la turinesa con Mara Cagol.
A pesar de la detenciones, Mario Moretti, consigue reestructurar la organización, y las acciones se multiplican durante el año 1977. Son "gambizzados", Valerio Traversini (funcionario de justicia), Bruno Diotti (jefe de la FIAT), Guglielmo Restelli (jefe de la Breda), Alberto Mammoli (médico de la cárcel de Pisa, Vittorio Bruno (director de Il Secolo XIX), Indro Montanelli (historiador y periodista, director de Il Giornale Nuovo), Emilio Rossi (director del TG1), Antonio Granzotto (director de Il Gazzetino), estos últimos en una campaña contra los periodistas (con la intención de desarticular la función contrarrevolucionaria desarrollada por los grandes medios), Mario Perlini (secretario regional de Lacio de Comunión y Liberación), Maurizio Puddu (presidente de la DC en Turín), Rinaldo Camaioni (funcionario de la FIAT), Carlo Arienti (consejero de la DC en Milán), Antonio Cocozzello (consejero de la DC en Turín), Publio Fiori (miembro de la DC), Carlo Casalegno (director adjunto de La Stampa), Giorgio Coda (neuropsiquiatra). Además de innumerables asaltos, quema de vehículos y ataques a comisarías, periódicos, sedes de la DC y establecimientos militares. También son acciones notorias las fugas de Prospero Gallinari de la cárcel de Treviso con doce detenidos más y la de Antonio Savino del presidio de Forlì, con otros nueve.
Durante 1977, el ambiente es terrible. Se suceden huelgas, manifestaciones y enfrentamientos. El 11 de marzo, en la Universidad de Bolonia se enfrentan grupos autónomos contra militantes de Comunión y Liberación. Con la intervención de la policía muere Francesco Lorusso de Lotta Continua, lo que produce una revuelta de 50.000 jóvenes, padeciendo la ciudad una jornada de guerrilla callejera. El ministro del interior, Francesco Cossiga, prohíbe las manifestaciones, aunque estas continúan. En Roma muere Giorgiana Massi, en un acto del PRI (Partido Radical Italiano). Meses después, un grupo neofascistas asesina al militante de Lotta Continua, Walter Rossi, así como al estudiante Roberto Crescenzio.
En solitario o junto a otros grupos, las Brigadas Rojas  extienden sus acciones por todo el país. En 1977, a nivel organizativo están establecidas seis columnas principales:
- Columna de Turín (Colonna Mara Cagol)
- Columna de Milán (Colona Walter Alassia)
- Columna de Génova (Colonna Francesco Berardi desde 1979)
- Columna del Véneto (Colonna Annamaria Ludmann desde 1980)
- Columna de Roma (Colonna XXVIII di Marzo desde 1980)
- Columna de Nápoles
- Diversos grupos menores en Bolonia, Florencia, las Marcas y la Romaña

Todas las columnas actúan de forma autónoma y en colaboración con otros grupos, siguiendo las directrices de la Dirección Estratégica dirigida por Mario Moretti con Prospero Gallinari y Barbara Balzerani. Junto a los frentes ya establecidos (grandes fábricas, lucha contrarrevolucionaria y logístico), se abre uno nuevo. "Frente de los presos políticos". Es precisamente en este frente donde la BR se hacen eco de las muertes en la cárcel (supuestamente asesinados) de los militantes del RAF, Andreas Baader, Gudrun Ensslin e Jan Carl Raspe, el 18 de octubre de 1977 en Stammhein (Alemania). La iniciativa contra el tratamiento carcelario de los prisioneros políticos, duramente establecido desde julio de 1977 con la apertura del conjunto de cárceles de máxima seguridad bajo el control del general Carlo Alberto Della Chiesa, se desarrolla con atentados mortales contra: Riccardo Palma, magistrado de la Dirección general de Institutos Penitenciarios (Roma 14-2-78); Lorenzo Cotugno, agente de vigilancia de la cárcel "Le Nuove" (Turín, 11-4-78); y Francesco Di Cataldo, jefe de los vigilantes de la cárcel "S.Vittore" (Milán, 20-4-78).

### La Operación Fritz: el secuestro y asesinato de Aldo Moro
Aunque el 1978 se abrió con los atentados mortales en el llamado "Frente de los presos", el verdadero objetivo seguía siendo el "corazón de Estado" y muy especialmente la Democracia Cristiana. El brigadista Franco Bonisoli comentaba en una entrevista en 1998: El proceso de Turín a los jefes históricos de la BR, debía ser también nuestro proceso, la revolución que procesaba al Estado. Y la Democracia Cristiana para nosotros era el Estado y algunos de sus dirigentes, como Andreotti y Moro, eran su verdadera representación... El secuestro de Moro debía ser continuado con el de Leopoldo Pirelli y el de otros protagonistas. Aldo Moro encarnaba el alma de la Democracia Cristiana y además la acción contra Giulio Andreotti era mucho más complicada al vivir en pleno centro de la ciudad, mientras Moro vivía en un barrio residencial a las afueras de Roma.

Bonisoli vio por casualidad a Moro dirigiéndose a la iglesia de Santa Clara, informó al grupo estratégico que se venía preparando en Roma, formado por brigadistas de todas las columnas y lo pusieron en observación. Los brigadistas comprobaron que realizaba el mismo recorrido todas las mañanas. Se descartó atacar cerca de la iglesia al haber demasiada gente y, tras un largo estudio, se señaló como el lugar más indicado la Via Mario Fani, al noroeste de la ciudad. La acción fue rápida y muy bien organizada. El 16 de marzo a las 9:00 de la mañana Moro viajaba en un FIAT 130 junto al mariscal de carabineros Oreste Leonardi y el conductor (también carabinero) Domenico Ricci. A este automóvil le escoltaba una Alfa Romeo Alfetta con tres policías del Estado, el conductor Giulio Rivera, el brigadier Francesco Zizzi y el guardia Raffaele Iozzino. Un FIAT 128 sale marcha atrás desde la Via Stresa y bloquea al coche de Moro y el Alfa de la escolta choca contra él, de la parte izquierda de la calle salen varios brigadistas (hasta 10) vestidos con uniformes de Alitalia y sacan sus metralletas, disparan primero contra el FIAT y después acribillan al Alfa Romeo de la escolta del que consigue salir Iozzino pistola en mano pero es abatido. Sacan a Moro del FIAT y lo suben a otro coche, para salir huyendo junto con otros dos coches más y desapareciendo en las calles de Roma.

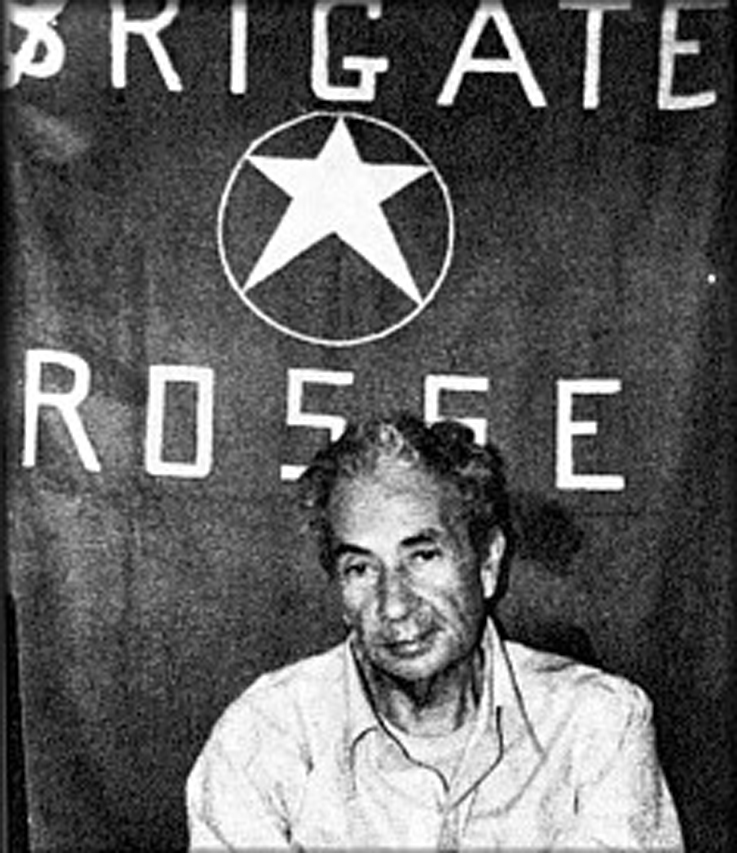
Foto de Aldo Moro el segundo día de su secuestro.

Al día siguiente del secuestro, es elegido por ambas Cámaras y con procedimiento de urgencia un gobierno democristiano monocolor, presidido por Giulio Andreotti, apoyado por una gran mayoría parlamentaria, incluido el PCI. Desde el primer momento, el gobierno Andreotti defiende una posición de firmeza ante la posible extorsión al estado por parte de los secuestradores.
El 18 de marzo a las 12:00, después de los funerales de la escolta, se recibe en el diario Il Messaggero una llamada telefónica de parte de las BR, en la que se indica que en un fotomatón dentro del pasaje subterráneo de la plaza de Torre Argentina se encontrará una bolsa, que contenía 5 copias del primer comunicado de la banda y la foto de polaroid, en la que se ve a Moro en mangas de camisa y que dará la vuelta al mundo. En el comunicado las BR titulado Intentamos movilizar la más grande e unitaria iniciativa armada para el posterior crecimiento de la guerra de clases por el comunismo y en él se decía:
Jueves 16 de marzo, un núcleo armado de la Brigadas Rojas ha capturado y recluido en una cárcel del pueblo a ALDO MORO, presidente de la Democracia Cristiana. Su escolta armada compuesta de cinco agentes de los cuerpos especiales ha sido aniquilada....(Moro)ha sido el jerarca más poderoso, el "teórico" y el "estratega" indiscutible de este régimen democristiano que desde hace treinta años oprime al pueblo italiano....Moro es el padrino político y el ejecutor más fiel de las directivas impuestas por las centrales imperialistas...Está claro que con la captura de Aldo Moro, y el proceso al cual será sometido ante el Tribunal del Pueblo, no intentamos "cerrar" la partida, ni aún menos destruir un símbolo. sino desarrollar una voz de mando con la cual todo el Movimiento de Resistencia Proletario se está uniendo para convertirse en más fuerte, más maduro, más incisivo y organizado... Llevar el ataque al estado imperialista de las multinacionales. Desarticular las estructuras, los proyectos de la burguesía imperialista atacando a los personajes político-económico-militares que son su expresión... 
Ese mismo día 18 son asesinados en Milán Lorenzo Ianucci y Fausto Tinelli, dos jóvenes afines a la izquierda. El atentado es reivindicado por un desconocido Ejército Nacional Revolucionario - Brigadas Combatientes Franco Anselmi. Este atentado provocàrá enfrentamientos entre sindicalistas en Milán, pues unos presentaban una moción de huelga general por el caso Moro, pero otros se manifiestan en la plaza del Duomo gritando "por Moro huelga general, por nuestros compañeros asesinados, volver a trabajar". Al final no hay movilización unitaria de los sindicatos y en diversas ciudades se presencian enfrentamientos entre policías y militantes.

El 21 de marzo el gobierno aprueba un decreto ley contra el terrorismo, introduciendo normas excepcionales en el código penal. Ello no impide que el día 24 en Turín la BR vuelvan a atentar, en este caso contra Franco Giovanni Picco, consejero regional de la DC, que resulta herido. A pesar de las continuas reuniones de un gabinete de crisis en el que participan todas las fuerzas de defensa del estado, no se avanza en encontrar el paradero del secuestrado. El 25 de marzo, las BR hacen encontrar su segundo comunicado en Roma, Turín, Milán y Génova, en el cual se hace un repaso de la vida política de Moro. El tercer comunicado, del 29 de marzo, va acompañado de mensajes del propio Moro a su mujer Nora, a su colaborador Nicola Rana y al Ministro del Interior Francesco Cossiga. En los comunicados de las BR, aunque se incide principalmente en el "juicio proletario" de Moro, se escribe abundantemente de revolución proletaria, partido armado, y todas las inquietudes ideológicas que definen a las BR, utilizando la publicación de estos como altavoz de su propaganda política. Es remarcable en el número 2 la mención a Ianucci y Tinelli "asesinados por los sicarios del régimen", señalando que: 
se buscaran las directas responsabilidades de Aldo Moro por las cuales y con criterios de JUSTICIA PROLETARIA, será juzgado...El interrogatorio, cuyos contenidos ya hemos hablado, prosigue con la completa colaboración del prisionero. Las repuestas suministradas aclaran mucho más las líneas contrarrevolucionarias que las centrales imperialistas están usando, delinean con claridad los contornos y el cuerpo del "nuevo" régimen que, en la reestructuración del Estado Imperialista de las Multinacionales se está instaurando en nuestro país y que tienen como apoyo a la Democracia Cristiana...Moro es también consciente de no ser el único, de ser, quizás, el más alto exponente del régimen; llama a los demás jerarcas a compartir con el la responsabilidad, y envía a los mismos una apelación que suena como una explicita llamada al orden. 
La dirección de la DC se reúne y responde con un mensaje de firmeza ante el terrorismo y añade la falta de "validez moral" de los escritos de Moro dado su estado de cautividad. El 3 de abril se realizan redadas entre los ambientes de izquierda. Los carabineros retienen a 150 personas y la Policía de Estado a otros 129, con acusaciones de "asociación subversiva" o posesión de armas. Los sindicatos protestan: "la condena al terrorismo no puede ser excusa para delimitar las libertades constitucionales" y todos los partidos de la nueva izquierda convocan para el día 9 una manifestación unitaria contra "el ambiente de terror creado por el gobierno" y la utilización del ejército como fuerzas de orden público. Durante estos días se reciben sucesivas cartas de Moro a Zaccagnini (presidente de la DC), a su esposa, a los presidentes de ambas cámaras, a Cossiga, al Papa Pablo VI, a Virgilio Levi, a Paolo Emilio Taviani, etc. En los comunicados n.º 4, del 4 de abril, y n.º 5, del 10 de abril, se continua con el irregular juicio proletario a Aldo Moro y la propaganda habitual de las BR, pero se añade un punto importante:
Hemos afirmado muchas veces que uno de los puntos fundamentales de nuestra Organización es la liberación de todos los prisioneros comunistas y la destrucción de todos los campos de concentración y lager del régimen. (comunicado nº4).... Como ya se ha dicho en anteriores comunicados, la prensa continua su campaña de mixtificación, queriendo hacer creer de existencia de "tratos secretos" y de misteriosos "pactos"; debemos rebatir esto... nuestra posición es la misma: ninguna trato secreto, nada debe ser escondido al pueblo (comunicado nº5). 
En la misma dirección van las peticiones de Aldo Moro a sus compañeros de partido y los presidentes de las cámaras: 
Esta solución debería ser negociada a través de la Cruz Roja de Ginebra y debería concretarse en una ley extraordinaria y urgente del Parlamento, la cual me confiriera el "status" de detenido en condiciones del todo análogas de las de los prisioneros políticos de las Brigada Rojas (Carta de Moro al Presidente del Parlamento Italiano)  
 El presidente Andreotti asegura en la Cámara: "No se puede pactar con los que tienen las manos llenas de sangre". Benigno Zaccagnini, presidente de la DC, reafirma esta posición de no tener ningún tipo de trato. igualmente Alessandro Natta, jefe del grupo comunista en el parlamento apoya la línea de firmeza. Solamente desde el PSI, su presidente Bettino Craxi aboga por abrir alguna puerta a la negociación, al menos por motivos humanitarios. Dentro de la DC un pequeño grupo encabezado por Amintore Fanfani apoya la iniciativa socialista. Por medio de Franco Piperno, líder de POTOP, y Claudio Signorile, del PSI, se intentó un posible contacto con Mario Moretti para salvar la vida de Moro.
El 15 de abril las BR hacen público su sexto comunicado: 
El interrogatorio al prisionero Aldo Moro ha terminado... Las responsabilidades de Aldo Moro son las mismas por las cuales este estado está bajo proceso. Su culpabilidad es la misma para la DC y su régimen, que serán definitivamente vencido, liquidado y dispersado por la iniciativa de las fuerzas comunistas combatientes. No hay dudas. ALDO MORO ES CULPABLE Y ES POR TANTO CONDENADO A MUERTE 
Durante su cautiverio, el 20 de abril, Moro apeló directamente al Papa Pablo VI para que interviniera, de la misma manera que Pío XII lo había hecho en el caso del profesor Giuliano Vassalli. El Papa escribió una carta a las Brigadas Rojas:
"No tengo ningún mandato para hablar con usted, y no estoy sujeto a ningún interés privado en lo que respecta. Pero le quiero como a un miembro de la gran familia humana, como un amigo de la época de estudiante y -por un título muy especial- como a un hermano en la fe y como un hijo de la Iglesia de Cristo. Hago un llamamiento que ustedes ciertamente no ignorarán;... de rodillas se los ruego, liberen a Aldo Moro, simplemente, sin condiciones, no tanto por mi humilde y bien intencionada intercesión, pero debido a que comparto con usted la común dignidad de un hermano en la humanidad... Hombres de las Brigadas Rojas, me dejan, el intérprete de las voces de muchos de nuestros conciudadanos, la esperanza de que en sus sentimientos de corazón, que la humanidad triunfará. En la oración, y siempre amándolos, espero prueba de ello.'Paulus PP VI."

## La Deriva militarista (1978-1980)

### La retirada estratégica
El asesinato de Moro fue el principio del fin de las BR, pues posibilitó un endurecimiento considerable de las políticas de control del Gobierno. Entre otras medidas, se decretó la obligación por parte de los docentes universitarios de prestar un "Juramento de Lealtad a la República", imposibilitando así cualquier postura, no ya de apoyo a las organizaciones revolucionarias, sino de crítica al Estado. La muerte de Aldo Moro hizo que el asesinato fuera criticado no solo por algunas de las personalidades de la izquierda radical italiana, sino incluso por los presos de la organización. La policía italiana haría detenciones masivas el 7 de abril de 1979, entre las cuales cobraría fama la de un grupo de intelectuales del área de la Autonomía Operaria, colaboradores de la revista Metrópoli, entre los que se contaba Paolo Virno, además de Toni Negri, Oreste Scalzone, Luciano Ferrari Bravo y otros. Tras años de prisión, finalmente se reconoció que no estaban vinculados a la organización.
Algunos años más tarde se especularía sobre la verdadera autoría del asesinato de Aldo Moro. No son pocos los que insinúan que detrás de aquella acción podría haber estado la organización paramilitar conservadora Operación Gladio, fundada en los años 50 con objetivo de impedir el acceso al gobierno italiano del Partido Comunista.
En 1981 la organización secuestró al general de brigada del ejército estadounidense James Dozier, que fue posteriormente rescatado en una operación policial. La policía italiana arrestó a varios miembros que proporcionarían valiosa información sobre otros activistas, conduciendo a nuevas detenciones.

## Las Otras Brigadas Rojas (1980-1988)

### BR-WA. La Walter Alassia
Vittorio Alfieri, Pasqua Aurora Betti, Maurizio Biscaro, Adriano Carnelutti, Stefano Ferrari, Caterina Francioli, Nicola Giancola, Walter Pezzoli, Ario Pizzarelli, Roberto Serafini, Patrizia Sotgio, Giuliano Varchi

### BR-PCC. El Partido Comunista Combatiente
Giuseppe Armante, Barbara Balzerani, Alberta Biliato, Nicola Bartone, Maria Cappello, Umberto Catabiani, Tiziana Cherubini, Antonio De Luca, Mauro di Gioia, Antonio Fosso, Franco Galloni, Claudio Giorgi, Simonetta Giorgieri, Antonio Giustini, Enzo Grilli, Franco La Maestra, Flavio Lori, Rosella Lupo, Fausto Marini, Cecilia Massara, Fulvia Matarazzo, Michele Mazzei, Stefano Miguzzi, Giani Pelossi, Carlo Pulcini, Fabio Ravalli, Francesco Sinchich, Vicenza Vacaro, Carla Vendetti, Marco Venturini.

### BR-PG. El Partido de la Guerrilla del Proletariato Metropolitano
Pasquale Aprea, Vittorio Bolognese, Antonio Chiocchi, Annamaria Cottone, Ennio di Rocco, Natalia Ligas, Emilio Manna, Antonio Morocco, Vicenzo Olivieri, Maria Rosarina Perna, Giovanni Planzio, Marina Sarnelli, Teresa Scinica, Giovanni Senzani, Clotilde Zucca.

### BR-UdCC. La Unión de los Comunistas Combatientes
Massimiliano Bravi, Paolo Casetta, Geraldina Colotti, Claudia Gioia, Fabio Liberti, Maurizio Locusta, Francesco Maietta, Fabrizio Melorio, Daniele Mennella, Wilma Monaco, Claudio Nasti, Paolo Persichetti.
En el período 81-82, la Columna Walter Alasia, de Milano, se escindió de las BR promoviendo un retorno a la línea obrerista de los primeros años y, a continuación, el grueso de la organización se dividió en dos facciones: la mayoritaria del Partido Comunista Combatiente, conocida también bajo las siglas BR-PCC (sin clara orientación política, más allá de una recurrente retórica leninista ortodoxa) y la minoritaria del Partido de la Guerrilla, también conocida como BR-PG. En la misma época era detenido el máximo dirigente Mario Moretti, tras siete años en busca y captura.
En 1984, las Brigadas Rojas reivindicaron el asesinato de Leamon Hunt, responsable estadounidense del Grupo de Observadores Internacionales para la Península del Sinaí.
En 1985 algunos terroristas asilados en Francia regresaron a Italia. Al mismo tiempo se incrementaron las detenciones. En febrero de 1986, la facción BR-PCC asesinó al exalcalde de Florencia, e intentó matar a un consejero del primer ministro Bettino Craxi. En marzo de 1987, la otra facción (BR-UCC) asesinó al general Licio Giorgieri en Roma. También en 1987, con una actividad casi nula, históricos militantes y dirigentes de la organización (como Curcio, Moretti, Barbara Balzeranni, Anna-Laura Braghetti y otros) daban por finalizada la historia de las Brigadas Rojas y reclamaban el fin de los atentados y la apertura de una etapa de reflexión social y política sobre los errores y aciertos de los "años de plomo".
El 16 de abril de 1988 el BR-PCC asesinó al senador Roberto Ruffilli. Tras ello, las actividades de estos grupos cesaron a causa del arresto de sus dirigentes.

## Las Brigadas Rojas en el milenio actual
Pese a la "desautorización" de una posible continuación de los atentados BR después de 1988, las autoridades han imputado a supuestas reconstrucciones de las Brigadas Rojas las siguientes acciones, sin que aún se haya demostrado una vinculación con la militancia brigadista histórica:
- 20 de mayo de 1999: asesinato de Massimo D'Antona, consejero del gabinete centroizquierdista de Massimo D'Alema.
- 20 de marzo de 2002: la misma pistola usada para este asesinato fue usada también para el de Marco Biagi, otro consejero económico, en este caso del gobierno centroderechista de Silvio Berlusconi, y figura clave en las actuales políticas de mercado de trabajo italianas. Las Brigadas asumieron la responsabilidad.
- 3 de marzo de 2003: dos activistas, Mario Galesi y Nadia Desdemona Lioce, inician un tiroteo con la policía en un tren estacionado en la estación de Terontola. Galesi y Emanuele Petri (uno de los policías) murieron. Lioce fue detenida.
- 23 de octubre de 2003: los carabineros arrestan a seis miembros de las Brigadas en redadas simultáneas en Florencia, Cerdeña, Roma y Pisa, estando esta operación relacionada con el asesinato de Massimo D'Antona.
- 26 de mayo de 2012: Las Brigadas Rojas de Italia atentarán contra los políticos, a quienes acusan de la crisis, en referencia a los dirigentes: "ha llegado el momento de pagar por lo que han hecho".

## Actividades
El núcleo original de las Brigadas Rojas se especializó en asesinatos y secuestros de miembros del gobierno y empresarios italianos. Su modus operandi era disparar a las víctimas cuando abandonaban su domicilio o su trabajo. El grupo había estado largamente inactivo desde que las autoridades italianas y francesas arrestaron a la mayoría de sus miembros en 1989. En la actualidad cuenta con recursos y militancia limitados. La mayoría de los terroristas no se encuentran activos.

## Efectivos
Mauro Acanfora, Vincenzo Acella, Roberto Adamoli, Sergio Adamoli, Francesco Aiosa, Walter Alassia "Luca", Vittorio Alfieri, Rita Algranati "Marzia", Corrado Alunni "Federico", Norma Andriani, Vittorio Antonini, Gloria Argano, Renato Arreni, Lauro Azzolini, Giorgio Baiocchi, Livio Baistrocchi, Barbara Balzerani "Sara", Pietro Barone, Paolo Baschieri, Angelo Basone, Pietro Bassi, Enzo Bella, Cecco Belosi, Francesco Berardi "Cesare", Susanna Berardi, Pietro Bertolazzi, Leonardo Bertulazzi, Paola Besuschio, Lorenzo Betassa "Antonio", Elio Blasi, Stefano Bombaci, Franco Bonisoli, Anna Laura Braghetti "Camilla", Carla Maria Brioschi, Alfredo Bonavita, Giulo Cacciotti, Margherita Cagol "Mara", Marco Caliandro, Fabio Caliandro, Enzo Calvitti, Roberta Cappelli, Marcello Capuano, Lorenzo Carpi, Attilio Casaletti, Alessio Casimirri.

## Zona de operaciones
Tanto sus bases como sus objetivos están en Italia. Algunos miembros arrepentidos viven escondidos o refugiados en otros países europeos, especialmente en Francia (protegidos por la llamada "Doctrina Mitterrand") y en Argelia, Angola, Brasil y Nicaragua. 

## Apoyos internacionales
En la actualidad se desconocen. Las Brigadas Rojas de la primera etapa se autofinanciaban, aunque probablemente recibieron apoyos de otros grupos armados de Europa Occidental.

## El fin de las Brigadas Rojas: el proceso de "disociación"
Adriana Faranda (Tortorici, Sicilia, 1950), exmiembro del comando que secuestró y asesinó al primer ministro italiano Aldo Moro, junto con Giorgio Bazzega, cuyo padre fue asesinado por la Brigadas Rojas, participó en mayo de 2012 en el Congreso sobre Memoria y Convivencia organizado por el Gobierno Vasco, para hablar del proceso de "disociación" que se puso en marcha en Italia en los años 80 para poner fin a las Brigadas Rojas y reintegrar a sus militantes en la vida civil.